# Lista de volumes de KochiKame
KochiKame é uma série de mangá escrita e ilustrada por Osamu Akimoto, foi continuamente serializada na Weekly Shōnen Jump e outras revistas de mangá desde setembro de 1977, tornando-o o mangá contínuamente serializado que durou mais tempo da história. A Shueisha coletou os seus 1960 capítulos em 200 volumes tankōbon. Em 18 de julho de 2021, foi anunciado que o mangá receberia um 201.º volume, sendo lançado em 4 de outubro de 2021. Até a publicação do volume 168, a série tinha vendido mais de 145 milhões de cópias. Alguns capítulos não foram coletados no formato tankōbon.

## Lista de volumes

### Volumes 1–25
| N.º | Título                                         | Data de lançamento      | ISBN              |
| --- | ---------------------------------------------- | ----------------------- | ----------------- |
| 1   | Hayauchi Ryō-san!? (早うち両さん!?)            | 9 de julho de 1977      | 978-4-08-852811-3 |
| 2   | Teki mo Saru Mono!! (敵もさるもの!!)           | 10 de setembro de 1977  | 978-4-08-852812-0 |
| 3   | Kieta Hashutsujo!? (消えた派出所!?)            | 10 de novembro de 1977  | 978-4-08-852813-7 |
| 4   | Kameari Dai-Gasshō!? (亀有大合唱!?)            | 10 de fevereiro de 1978 | 978-4-08-852814-4 |
| 5   | Torishimari Biyori (取りしまり日より)          | 10 de maio de 1978      | 978-4-08-852815-1 |
| 6   | Kameari no Dabinchi (亀有のダビンチ)           | 9 de setembro de 1978   | 978-4-08-852816-8 |
| 7   | Rajikon Kessen! (ラジコン決戦!)                | 10 de fevereiro de 1979 | 978-4-08-852817-5 |
| 8   | Adoribu Ryokō... (アドリブ旅行...)             | 9 de junho de 1979      | 978-4-08-852818-2 |
| 9   | Aidoru Porisu (アイドル・ポリス)               | 10 de setembro de 1979  | 978-4-08-852819-9 |
| 10  | Buchō Daikō no Hi!? (部長代行の日!?)           | 10 de dezembro de 1979  | 978-4-08-852820-5 |
| 11  | Reiko Junsa Tōjō (麗子巡査登場)                | 9 de fevereiro de 1980  | 978-4-08-852821-2 |
| 12  | Gyanburu Kyō-Jidai (ギャンブル狂時代)          | 10 de abril de 1980     | 978-4-08-852822-9 |
| 13  | Kenjū Mushuku!? (拳銃無宿!?)                   | 10 de junho de 1980     | 978-4-08-852823-6 |
| 14  | Baiku Otoko Honda!! (バイク男・本田!!)         | 9 de agosto de 1980     | 978-4-08-852824-3 |
| 15  | Rōrā Dai-Sakusen!! (ローラー大作戦!!)          | 10 de novembro de 1980  | 978-4-08-852825-0 |
| 16  | Yamato-Damashii Hozon Kai!? (大和魂保存会!?)   | 10 de janeiro de 1981   | 978-4-08-852826-7 |
| 17  | Gekiga Keiji Hoshi Tōden! (劇画刑事・星 逃田!) | 10 de abril de 1981     | 978-4-08-852827-4 |
| 18  | Kame-gata Ningen! (カメ型人間!)                | 10 de julho de 1981     | 978-4-08-852828-1 |
| 19  | Ā! Ninja Butai (ああ!忍車部隊)                 | 10 de novembro de 1981  | 978-4-08-852829-8 |
| 20  | Mayonaka no Pairotto! (真夜中のパイロット!)    | 9 de janeiro de 1982    | 978-4-08-852830-4 |
| 21  | Motoguchi Rika Tōjō (本口リカ登場)             | 9 de abril de 1982      | 978-4-08-852831-1 |
| 22  | Konya wa Bureikō!! (今夜は無礼講!!)            | 9 de julho de 1982      | 978-4-08-852832-8 |
| 23  | Saraba! Waga Tomo yo (さらば!わが友よ)         | 10 de setembro de 1982  | 978-4-08-852833-5 |
| 24  | Bābā no Kyōfu (バーバーの恐怖)                 | 8 de dezembro de 1982   | 978-4-08-852834-2 |
| 25  | Ryōtsu-ke no Hitobito (両津家の人びと)         | 10 de março de 1983     | 978-4-08-852835-9 |

### Volumes 26–50
| N.º | Título                                            | Data de lançamento      | ISBN              |
| --- | ------------------------------------------------- | ----------------------- | ----------------- |
| 26  | Ryōtsu-shiki Chochiku Hō!? (両津式貯蓄法!?)       | 10 de junho de 1983     | 978-4-08-852836-6 |
| 27  | Amerika yoi Toko!? (アメリカよいとこ!?)           | 10 de agosto de 1983    | 978-4-08-852837-3 |
| 28  | Shin Yukinojō Henge!? (新雪之城変化!?)            | 7 de outubro de 1983    | 978-4-08-852838-0 |
| 29  | Harō Gubbai! (ハローグッバイ!)                    | 8 de dezembro de 1983   | 978-4-08-852839-7 |
| 30  | Oyako Mizuirazu!? (親子水いらず!?)                | 9 de março de 1984      | 978-4-08-852840-3 |
| 31  | Zen-Nihon Pachipuro Taikai! (全日本パチプロ大会!) | 8 de junho de 1984      | 978-4-08-852841-0 |
| 32  | Akuma ga Yatte Kita! (悪魔がやってきた!)          | 10 de setembro de 1984  | 978-4-08-852842-7 |
| 33  | Tāningu Pointo (ターニング・ポイント)             | 7 de dezembro de 1984   | 978-4-08-852843-4 |
| 34  | Kanji no Kurō!? (幹事の苦労!?)                    | 8 de fevereiro de 1985  | 978-4-08-852844-1 |
| 35  | Tōkyō Ryūgaku!? (東京留学!?)                      | 10 de maio de 1985      | 978-4-08-852845-8 |
| 36  | Ryō-san no Nagasaki Ryokō (両さんの長崎旅行)      | 9 de agosto de 1985     | 978-4-08-852846-5 |
| 37  | Kekkon no Jōken (結婚の条件)                      | 8 de novembro de 1985   | 978-4-08-852847-2 |
| 38  | Hissatsu Shōgatsu Katto (必殺正月カット)          | 10 de janeiro de 1986   | 978-4-08-852848-9 |
| 39  | Ginza no Haru (銀座の春)                          | 10 de março de 1986     | 978-4-08-852849-6 |
| 40  | Tōkyō Jūtaku Jijō (東京住宅事情)                  | 9 de maio de 1986       | 978-4-08-852850-2 |
| 41  | Minami no Shima no Bakansu (南の島のバカンス)     | 10 de julho de 1986     | 978-4-08-852083-4 |
| 42  | Jinsei wa Yume no Gotoku... (人生は夢のごとく...) | 10 de setembro de 1986  | 978-4-08-852084-1 |
| 43  | Bōnasu Sōdatsusen! (ボーナス争奪戦!)              | 10 de novembro de 1986  | 978-4-08-852085-8 |
| 44  | Ryōtsu Oshō! (両津和尚!)                          | 9 de janeiro de 1987    | 978-4-08-852086-5 |
| 45  | Shirubā Tsuā (シルバー・ツアー)                   | 10 de março de 1987     | 978-4-08-852087-2 |
| 46  | Omoide no Pari (思い出のパリ)                     | 8 de maio de 1987       | 978-4-08-852088-9 |
| 47  | Edokko Sushi Kōza (江戸っ子すし講座)              | 10 de agosto de 1987    | 978-4-08-852089-6 |
| 48  | Hakugin wa Yobu! (白銀はよぶ!)                    | 9 de outubro de 1987    | 978-4-08-852090-2 |
| 49  | Nantetatte Ai Dōru (なんてたって愛ドール)         | 4 de dezembro de 1987   | 978-4-08-852091-9 |
| 50  | Koi no Oki-Erabu (恋の沖えらぶ)                   | 10 de fevereiro de 1988 | 978-4-08-852092-6 |

### Volumes 51–75
| N.º | Título                                                                          | Data de lançamento      | ISBN              |
| --- | ------------------------------------------------------------------------------- | ----------------------- | ----------------- |
| 51  | Hawaian Paradaisu (ハワイアンパラダイス)                                        | 8 de abril de 1988      | 978-4-08-852093-3 |
| 52  | Ōgon no Shachihoko Densetsu!! (黄金の鯱伝説!!)                                  | 10 de junho de 1988     | 978-4-08-852094-0 |
| 53  | Asakusa Rapusodī (浅草ラプソディー)                                             | 10 de agosto de 1988    | 978-4-08-852095-7 |
| 54  | Ryō-san Ningen-Dokku e Iku (両さん人間ドックへいく)                             | 7 de outubro de 1988    | 978-4-08-852096-4 |
| 55  | S.S. (Supesharu Sekyuriti) Chīmu Tanjō (S.S.(スペシャルセキュリティ)チーム誕生) | 6 de dezembro de 1988   | 978-4-08-852097-1 |
| 56  | Rōzannu no Kyūjitsu (ローザンヌの休日)                                          | 10 de fevereiro de 1989 | 978-4-08-852098-8 |
| 57  | Asakusa Monogatari (浅草物語)                                                   | 10 de abril de 1989     | 978-4-08-852099-5 |
| 58  | Ryōtsu Dai-Myōjin (両津大明神)                                                  | 9 de junho de 1989      | 978-4-08-852100-8 |
| 59  | Obake Entotsu ga Kieta Hi (お化け煙突が消えた日)                                | 10 de agosto de 1989    | 978-4-08-852188-6 |
| 60  | Tairyoku Kabushiki Gaisha (体力株式会社)                                        | 9 de outubro de 1989    | 978-4-08-852189-3 |
| 61  | Waga Natsukashiki Shōnen Jidai (我がなつかしき少年時代)                         | 5 de dezembro de 1989   | 978-4-08-852190-9 |
| 62  | Ā, Itoshi no F40 (嗚呼、愛しのF40)                                              | 9 de fevereiro de 1990  | 978-4-08-852575-4 |
| 63  | Waga Machi Ueno (わが町・上野)                                                  | 10 de abril de 1990     | 978-4-08-852576-1 |
| 64  | Shitamachi Kōban Nikki (下町交番日記)                                           | 8 de junho de 1990      | 978-4-08-852577-8 |
| 65  | Ōedo Mikoshi Dai Soudou!! (大江戸神輿大騒動!!)                                  | 8 de agosto de 1990     | 978-4-08-852578-5 |
| 66  | Tsuiseki Nihyakkiro! (追跡200キロ!)                                             | 8 de outubro de 1990    | 978-4-08-852579-2 |
| 67  | Shinnin Keikan Maria ♡ Tōjō (新任警官麻里愛♡登場)                               | 4 de dezembro de 1990   | 978-4-08-852580-8 |
| 68  | Kanada Hondara Kenpō Chin-Dōchū (カナダ翻堕羅拳法珍道中)                        | 8 de fevereiro de 1991  | 978-4-08-852362-0 |
| 69  | Nakagawa no Chichi Tōjō (中川の父登場)                                          | 10 de abril de 1991     | 978-4-08-852363-7 |
| 70  | Bōsō Kikansha (暴走機関車)                                                      | 10 de julho de 1991     | 978-4-08-852364-4 |
| 71  | Kachidoki-bashi Hirake! (勝鬨橋ひらけ!)                                         | 10 de setembro de 1991  | 978-4-08-852365-1 |
| 72  | Gekisō Kikansha Rēsu (激走機関車レース)                                         | 8 de novembro de 1991   | 978-4-08-852366-8 |
| 73  | Totsugeki! Kurēn Gēmu (突撃!クレーンゲーム)                                     | 10 de janeiro de 1992   | 978-4-08-852367-5 |
| 74  | Bakkasu Ryōtsu! (バッカス両津!)                                                 | 10 de março de 1992     | 978-4-08-852368-2 |
| 75  | Maria Saidai no Raibaru! (麻里愛・最大の宿敵(ライバル)!)                        | 10 de junho de 1992     | 978-4-08-852369-9 |

### Volumes 76–100
| N.º | Título                                                | Data de lançamento     | ISBN              |
| --- | ----------------------------------------------------- | ---------------------- | ----------------- |
| 76  | Asakusa Nanatsuboshi Monogatari (浅草七ツ星物語)      | 4 de agosto de 1992    | 978-4-08-852370-5 |
| 77  | Goranshin!? Ryōtsu Oshō (ご乱心!?両津和尚)            | 2 de outubro de 1992   | 978-4-08-852013-1 |
| 78  | Ani to Shite...! (兄として...!)                       | 2 de dezembro de 1992  | 978-4-08-852014-8 |
| 79  | Shirahige-bashi no Omoide (白鬚橋の思い出)            | 4 de fevereiro de 1993 | 978-4-08-852015-5 |
| 80  | Reiko no Daitan Shashinshū!? (麗子の大胆写真集!?)     | 2 de abril de 1993     | 978-4-08-852016-2 |
| 81  | Borubo no Hatsu-Dēto!? (ボルボの初デート!?)           | 4 de junho de 1993     | 978-4-08-852017-9 |
| 82  | Hikari no Kyūjō! (光の球場!)                          | 4 de agosto de 1993    | 978-4-08-852018-6 |
| 83  | Keitaidenwa-Ma! (携帯電話魔!)                         | 4 de outubro de 1993   | 978-4-08-852019-3 |
| 84  | Ezaki-kyōju no Tetsugaku (絵崎教授の哲学)             | 2 de dezembro de 1993  | 978-4-08-852020-9 |
| 85  | Zarigani Gassen!? (ザリガニ合戦!?)                    | 4 de fevereiro de 1994 | 978-4-08-852694-2 |
| 86  | Shutsugen! Nangoku Paradaisu (出現!南国パラダイス)    | 4 de abril de 1994     | 978-4-08-852695-9 |
| 87  | Yūjō no Tsubasa! (友情の翼!)                          | 3 de junho de 1994     | 978-4-08-852696-6 |
| 88  | Wagamama Jōshi Z1! (わがまま上司Z1!)                  | 4 de agosto de 1994    | 978-4-08-852697-3 |
| 89  | Shitamachi Susano'o Jinja Matsuri (下町 素盞雄神社祭) | 4 de outubro de 1994   | 978-4-08-852698-0 |
| 90  | Keisatsu-techō Shinkaron! (警察手帳進化論!)           | 2 de dezembro de 1994  | 978-4-08-852699-7 |
| 91  | Totsugeki! Denba Ryō-san!? (突撃!電波・両さん!?)      | 3 de fevereiro de 1995 | 978-4-08-852700-0 |
| 92  | Shin'ai naru Aniki e (親愛なる兄貴へ)                 | 4 de abril de 1995     | 978-4-08-852736-9 |
| 93  | Koibito!? Jodī Tōjō! (恋人!?ジョディー登場!)          | 2 de junho de 1995     | 978-4-08-852737-6 |
| 94  | Beigoma Meijin Ryōtsu!! (ベーゴマ名人両津!!)          | 9 de agosto de 1995    | 978-4-08-852738-3 |
| 95  | Asakusa Sanba Kānibaru (浅草サンバカーニバル)         | 4 de outubro de 1995   | 978-4-08-852739-0 |
| 96  | Ryōtsu-sen Honjitsu Unkō!? (両津線本日運行!?)         | 1 de dezembro de 1995  | 978-4-08-852740-6 |
| 97  | Asakusa Shinema Paradaisu (浅草シネマパラダイス)      | 4 de março de 1996     | 978-4-08-852808-3 |
| 98  | Dennō Rabu Sutorī (電脳ラブストーリー)                | 10 de maio de 1996     | 978-4-08-852809-0 |
| 99  | Kakutō Gēmā Keikan Tōjō!! (格闘ゲーマー警官登場!!)    | 2 de agosto de 1996    | 978-4-08-852810-6 |
| 100 | Intānetto de Aimashō (インターネットで逢いましょう)   | 1 de novembro de 1996  | 978-4-08-852687-4 |

### Volumes 101–125
| N.º | Título                                                         | Data de lançamento     | ISBN              |
| --- | -------------------------------------------------------------- | ---------------------- | ----------------- |
| 101 | Ryō-san Natsu no Ichinichi (両さん夏の一日)                    | 4 de março de 1997     | 978-4-08-852688-1 |
| 102 | Koto no Sōmatō (古都の走馬灯)                                  | 4 de junho de 1997     | 978-4-08-852689-8 |
| 103 | Purikura Dai-Sakusen! (プリクラ大作戦!)                        | 4 de agosto de 1997    | 978-4-08-852858-8 |
| 104 | Naichitchi Tamagotchi (無いちっちたまごっち)                   | 3 de outubro de 1997   | 978-4-08-852859-5 |
| 105 | Maruhi Reiko Figyua Hatsubaichū!? ((秘)麗子フィギュア発売中!?) | 4 de dezembro de 1997  | 978-4-08-852860-1 |
| 106 | Asakusa Obon Gurafiti (浅草お盆グラフィティ)                   | 4 de fevereiro de 1998 | 978-4-08-872514-7 |
| 107 | Hotarunosato Tetsudō no Yoru (螢里鉄道の夜)                    | 3 de abril de 1998     | 978-4-08-872539-0 |
| 108 | Tōi Hōkago (遠い放課後)                                        | 4 de junho de 1998     | 978-4-08-872563-5 |
| 109 | Sākasu Shinfonī (CIRCUS SYMPHONY)                              | 4 de agosto de 1998    | 978-4-08-872587-1 |
| 110 | Chō-Fukei Isowashi Haya Tōjō! (超婦警・磯鷲早矢登場!)          | 2 de outubro de 1998   | 978-4-08-872612-0 |
| 111 | Nyū Maria Tanjō!? (ニュー麻里愛誕生!?)                         | 3 de dezembro de 1998  | 978-4-08-872636-6 |
| 112 | Tōkyō Meisho Ōedo Rando (東京名所・大江戸ランド)               | 4 de fevereiro de 1999 | 978-4-08-872666-3 |
| 113 | Sakyō no Yumi (左京の弓)                                       | 2 de abril de 1999     | 978-4-08-872693-9 |
| 114 | Ryō-san Kyōto Hōmon-ki (両さん京都訪問記)                      | 3 de junho de 1999     | 978-4-08-872721-9 |
| 115 | Kameari Meiga-Za Monogatari (亀有名画座物語)                   | 4 de agosto de 1999    | 978-4-08-872745-5 |
| 116 | Love Maria (Love Maria)                                        | 4 de outubro de 1999   | 978-4-08-872771-4 |
| 117 | Nangoku Tahichi de Natsuyasumi!! (南国タヒチで夏休み!!)        | 2 de dezembro de 1999  | 978-4-08-872796-7 |
| 118 | Edokko Giboshi Matoi (江戸っ娘・擬宝珠纏)                      | 3 de março de 2000     | 978-4-08-872834-6 |
| 119 | Ryō-san Itamae ni Naru!? (両さん板前になる!?)                  | 1 de maio de 2000      | 978-4-08-872859-9 |
| 120 | Ryō-san no Mireniamu Kon!! (両さんのミレニアム婚!!)            | 4 de julho de 2000     | 978-4-08-872883-4 |
| 121 | Hijiri-bashi Hakusen Nagashi (聖橋白線流し)                    | 4 de setembro de 2000  | 978-4-08-873006-6 |
| 122 | Toropikaru DE Amīgo (トロピカルDEアミーゴ)                     | 2 de novembro de 2000  | 978-4-08-873033-2 |
| 123 | Ibu no Kekkon (伊歩の結婚)                                     | 6 de janeiro de 2001   | 978-4-08-873058-5 |
| 124 | Ōedo Yakyū (大江戸野球)                                        | 4 de abril de 2001     | 978-4-08-873095-0 |
| 125 | Kyōto Monogatari (京都ものがたり)                              | 4 de junho de 2001     | 978-4-08-873122-3 |

### Volumes 126–150
| N.º | Título                                                         | Data de lançamento    | ISBN              |
| --- | -------------------------------------------------------------- | --------------------- | ----------------- |
| 126 | Matsuri no Hi ni... (祭りの日に...)                            | 3 de agosto de 2001   | 978-4-08-873156-8 |
| 127 | Chichi wo Tazunete... Nijūisseiki! (父をたずねて...21世紀!)    | 2 de novembro de 2001 | 978-4-08-873181-0 |
| 128 | Maboroshi no "Kami no Shita" (幻の“神の舌”)                    | 5 de janeiro de 2002  | 978-4-08-873207-7 |
| 129 | Ryō-san no "Inu no Seikatsu"! (両さんの「犬の生活」!)          | 4 de abril de 2002    | 978-4-08-873245-9 |
| 130 | Tōkyō Sentō Emaki (東京銭湯絵巻)                               | 4 de junho de 2002    | 978-4-08-873279-4 |
| 131 | Remon Hatsu Sanja-matsuri (檸檬初三社祭)                       | 2 de agosto de 2002   | 4-08-873294-4     |
| 132 | Dokuritsu!! Keishichō Senshatai (独立!!警視庁戦車隊)           | 1 de novembro de 2002 | 4-08-873337-1     |
| 133 | Naginata Taiketsu! (なぎなた対決!)                             | 6 de janeiro de 2003  | 4-08-873364-9     |
| 134 | Remon to Mikan (檸檬と蜜柑)                                    | 4 de abril de 2003    | 4-08-873406-8     |
| 135 | Isowashi Budōkan Chakkō (磯鷲武道館着工)                       | 4 de junho de 2003    | 4-08-873431-9     |
| 136 | Boku-tachi no Tōkyō Tawā (ぼくたちの東京タワー)                | 4 de agosto de 2003   | 4-08-873491-2     |
| 137 | Bakusō Kanda Matsuri (爆走神田祭)                              | 4 de novembro de 2003 | 4-08-873521-8     |
| 138 | Yūutsu Kikyō su (憂鬱帰京す)                                   | 5 de janeiro de 2004  | 4-08-873554-4     |
| 139 | Tobe! Konkorudo (飛べ!コンコルド)                              | 2 de abril de 2004    | 4-08-873584-6     |
| 140 | Tsūtenkakusho Midō Haru Tōjō!! (通天閣署・御堂春登場!!)        | 4 de junho de 2004    | 4-08-873606-0     |
| 141 | Kibō no Entotsu (希望の煙突)                                   | 4 de agosto de 2004   | 978-4-08-873637-2 |
| 142 | Jinsei Sōdan Makasenasai (人生相談まかせなさい)                | 4 de novembro de 2004 | 978-4-08-873666-2 |
| 143 | Ōsaka wa Wate no Jimoto den ga na! (大阪はわての地元でんがな!) | 5 de janeiro de 2005  | 978-4-08-873693-8 |
| 144 | Yonen ni Ichido no Higurashi Matsuri (4年に一度の日暮祭)       | 4 de abril de 2005    | 978-4-08-873789-8 |
| 145 | Nijūnen Konjaku Sutorī (20年今昔物語(ストーリー))              | 3 de junho de 2005    | 978-4-08-873816-1 |
| 146 | Deai no Hashi (出会いの橋)                                     | 4 de agosto de 2005   | 978-4-08-873838-3 |
| 147 | Kioku ni Nai Washi no Tanjōbi (記憶にないわしの誕生日)         | 4 de novembro de 2005 | 978-4-08-873871-0 |
| 148 | Ōsaka Banpaku Kaimaku ya de~ (大阪万博開幕やで〜)              | 5 de janeiro de 2006  | 978-4-08-874004-1 |
| 149 | Kyōto Gion Matsuri Senpū (京都祇園祭旋風)                      | 4 de abril de 2006    | 978-4-08-874038-6 |
| 150 | Hyakuen Shoppu Dai Ronsō!! (100円ショップ大論争!!)             | 2 de junho de 2006    | 978-4-08-874125-3 |

### Volumes 151–175
| N.º | Título                                                          | Data de lançamento     | ISBN              |
| --- | --------------------------------------------------------------- | ---------------------- | ----------------- |
| 151 | Yōkoso Akiba e Goshujin-sama (ようこそアキバヘ御主人様)         | 4 de setembro de 2006  | 978-4-08-874148-2 |
| 152 | Kameari ni Ryōtsu ga Yattekita! (亀有に両津がやってきた!)       | 2 de novembro de 2006  | 978-4-08-874272-4 |
| 153 | Kōtsū Hakubutsukan Monogatari (交通博物館物語)                  | 4 de janeiro de 2007   | 978-4-08-874298-4 |
| 154 | Senro wa Tsuzuku yo! Doko made mo!? (線路は続くよ!どこまでも!?) | 4 de abril de 2007     | 978-4-08-874337-0 |
| 155 | Hyakunin Ryō-san Ō-abare! (100人両さん大暴れ!)                  | 4 de junho de 2007     | 978-4-08-874363-9 |
| 156 | Hagaki Shōgi Taiketsu (ハガキ将棋対決)                          | 3 de agosto de 2007    | 978-4-08-874395-0 |
| 157 | Osaru no Densha Monogatari (おさるの電車物語)                   | 4 de outubro de 2007   | 978-4-08-874421-6 |
| 158 | Garasu-bari da yo Jinsei wa (ガラスばりだよ人生は)              | 4 de janeiro de 2008   | 978-4-08-874465-0 |
| 159 | Shōgi Deka (将棋刑事)                                           | 4 de abril de 2008     | 978-4-08-874493-3 |
| 160 | Umi ga Yondeiru (海が呼んでいる)                                | 4 de junho de 2008     | 978-4-08-874520-6 |
| 161 | Remon to Buchō (檸檬と部長)                                     | 4 de setembro de 2008  | 978-4-08-874562-6 |
| 162 | Ryō-san Asakusa ni Kaeru (両さん浅草に帰る)                     | 4 de dezembro de 2008  | 978-4-08-874588-6 |
| 163 | Shodō no Hanamichi (書道の花道)                                 | 4 de fevereiro de 2009 | 978-4-08-874626-5 |
| 164 | Natsu no Bōkenjima (夏の冒険島)                                 | 1 de maio de 2009      | 978-4-08-874661-6 |
| 165 | Bara-iro no Jinsei (バラ色の人生)                               | 4 de agosto de 2009    | 978-4-08-874710-1 |
| 166 | Janpu Yonjūnen-Shi no Tabi (ジャンプ40年史の旅)                 | 4 de setembro de 2009  | 978-4-08-874726-2 |
| 167 | Hatsuyume no Shōgatsu Kurūzu (初夢の正月クルーズ)               | 4 de novembro de 2009  | 978-4-08-874747-7 |
| 168 | Kabuki no Hanamichi (歌舞伎の花道)                              | 9 de fevereiro de 2010 | 978-4-08-874793-4 |
| 169 | Nihon Zenkoku Hanami Kyūjitsu (日本全国花見休日)                | 7 de abril de 2010     | 978-4-08-870019-9 |
| 170 | Buchō no Ie ni Tomarō (部長の家に泊まろう)                      | 4 de junho de 2010     | 978-4-08-870044-1 |
| 171 | Piano Nijūsō (Dyuo) (ピアノ二重奏(デュオ))                      | 8 de setembro de 2010  | 978-4-08-870102-8 |
| 172 | Ryō-san Indo e Iku (両さんインドへ行く)                         | 3 de dezembro de 2010  | 978-4-08-870142-4 |
| 173 | Oyaji Shōgakusei (オヤジ小学生)                                 | 4 de fevereiro de 2011 | 978-4-08-870174-5 |
| 174 | Sekai'ichi no Shitamachi Tawā (世界一の下町タワー)              | 21 de abril de 2011    | 978-4-08-870207-0 |
| 175 | Tobidase 3D (飛び出せ3D)                                        | 4 de julho de 2011     | 978-4-08-870234-6 |

### Volumes 176–201
| N.º | Título                                                                                | Data de lançamento     | ISBN              |
| --- | ------------------------------------------------------------------------------------- | ---------------------- | ----------------- |
| 176 | Natsu no Kodomo Rinkangakkō (夏の子供林間学校)                                        | 4 de agosto de 2011    | 978-4-08-870269-8 |
| 177 | Mikan to Medaka (蜜柑とメダカ)                                                        | 2 de dezembro de 2011  | 978-4-08-870312-1 |
| 178 | Matoi no Miko Nyūmon (纏の巫女入門)                                                   | 3 de fevereiro de 2012 | 978-4-08-870366-4 |
| 179 | Yuki no Kyōshitsu (雪の教室)                                                          | 4 de abril de 2012     | 978-4-08-870399-2 |
| 180 | Shutokō Kanjō sen (首都高勘定せん)                                                    | 4 de junho de 2012     | 978-4-08-870427-2 |
| 181 | Kachidoki-bashi, Futatabi Hiraku!! (勝鬨橋、再び開く!!)                               | 3 de agosto de 2012    | 978-4-08-870475-3 |
| 182 | Ganbare! Machi-kōba (がんばれ!町工場)                                                 | 4 de outubro de 2012   | 978-4-08-870514-9 |
| 183 | Chō no Tabi (蝶の旅)                                                                  | 4 de dezembro de 2012  | 978-4-08-870549-1 |
| 184 | Yuki no Hi (雪の日)                                                                   | 4 de fevereiro de 2013 | 978-4-08-870613-9 |
| 185 | Kyōto Sakura-zanmai (京都桜三昧)                                                      | 4 de abril de 2013     | 978-4-08-870646-7 |
| 186 | Orinpikku Dayo Higurashi Shūgō! (オリンピックだよ日暮集合!)                           | 4 de julho de 2013     | 978-4-08-870681-8 |
| 187 | Umi e Ikō (海へ行こう)                                                                | 4 de outubro de 2013   | 978-4-08-870817-1 |
| 188 | Remon no Santakurōsu (レモンのサンタクロース)                                         | 4 de dezembro de 2013  | 978-4-08-870848-5 |
| 189 | Bōkaroido no Tsukurikata (ボーカロイドの作り方)                                       | 4 de março de 2014     | 978-4-08-880021-9 |
| 190 | Amakakeru Hato-tachi (天翔る鳩たち)                                                   | 4 de junho de 2014     | 978-4-08-880068-4 |
| 191 | Atsui Toki wa Umi!! (暑い時は海!!)                                                    | 4 de agosto de 2014    | 978-4-08-880150-6 |
| 192 | Shutokō batoru (首都高馬トル)                                                         | 3 de outubro de 2014   | 978-4-08-880190-2 |
| 193 | Kyo wa Watashi no Bāsudi (今日は私のバースディ)                                       | 5 de dezembro de 2014  | 978-4-08-880218-3 |
| 194 | Mai Gorufujō (マイゴルフ場)                                                           | 4 de março de 2015     | 978-4-08-880315-9 |
| 195 | Kyōto Shichibi Densetsu (京都七尾伝説)                                                | 4 de junho de 2015     | 978-4-08-880363-0 |
| 196 | Yume Yume Yume (夢・夢・夢)                                                           | 4 de setembro de 2015  | 978-4-08-880459-0 |
| 197 | Pandakā (パンダカー)                                                                  | 4 de dezembro de 2015  | 978-4-08-880516-0 |
| 198 | Kameari-sai (亀有祭)                                                                  | 4 de março de 2016     | 978-4-08-880623-5 |
| 199 | Getsumen-sha, tsuki o hashiru (月面車、月を走る)                                      | 3 de junho de 2016     | 978-4-08-880683-9 |
| 200 | 40-Shūnenda yo zen'in shūgō no maki (４０周年だよ全員集合の巻)                        | 17 de setembro de 2016 | 978-4-08-880773-7 |
| 201 | Fukkatsu! Ryōsan Kameari ni Kaette Kita! No maki (復活！両さん亀有に帰って来た！の巻) | 4 de outubro de 2021   | 978-4-08-882797-1 |